# Gekko athymus
Espèce
Statut de conservation UICN

 NT  : Quasi menacé
Gekko athymus est une espèce de geckos de la famille des Gekkonidae.

## Répartition
Cette espèce est endémique de Palawan aux Philippines.

## Publication originale
- Brown & Alcala, 1962 : A new lizard of the genus Gekko from the Philippine Islands. Proceedings of the Biological Society of Washington, vol. 75, p. 67-70 (texte intégral).